# دان إنوس
دان إنوس (بالإنجليزية: Dan Enos)‏ هو لاعب كرة قدم أمريكية أمريكي، ولد في 1 يوليو 1968 في ديربورن في الولايات المتحدة.